# Rio Tennis Cup 2013
La Rio Tennis Cup 2013, nota come Peugeot Tennis Cup 2013 per motivi di sponsorizzazione, è stata un torneo professionistico maschile di tennis facente parte della categoria ATP Challenger Tour nell'ambito dell'ATP Challenger Tour 2013. È stata la 2ª e ultima edizione del torneo, si è giocata sui campi in terra rossa del Jockey Club Brasileiro a Rio de Janeiro in Brasile dal 5 all'11 agosto 2013 e aveva un montepremi di 50 000 $.

## Partecipanti singolare

### Teste di serie
| Nazionalità | Giocatore          | Ranking* | Testa di serie |
| ----------- | ------------------ | -------- | -------------- |
| Paesi Bassi | Thiemo de Bakker   | 102      | 1              |
| Brasile     | João Souza         | 122      | 2              |
| Argentina   | Diego Schwartzman  | 133      | 3              |
| Colombia    | Alejandro González | 137      | 4              |
| Cile        | Paul Capdeville    | 149      | 5              |
| Argentina   | Guido Andreozzi    | 131      | 6              |
| Brasile     | André Ghem         | 201      | 7              |
| Brasile     | Guilherme Clezar   | 216      | 8              |

- Ranking al 30 luglio 2013.

### Altri partecipanti
Giocatori che hanno ricevuto una wild card:
- Carlos Eduardo Severino
- Christian Lindell
- Wilson Leite
- Emilio Gómez

Giocatori che sono passati dalle qualificazioni:
- Juan Ignacio Londero
- Bastián Malla
- Tiago Fernandes
- Cristian Garín

## Vincitori

### Singolare
Agustín Velotti ha battuto in finale  Blaž Rola con il punteggio di 6–3, 6–4

### Doppio
Thiemo de Bakker /  André Sá hanno battuto in finale  Marcelo Demoliner /  João Souza con il punteggio di 6–3, 6–2